# Thyregis tarsatus
Thyregis tarsatus är en skalbaggsart som beskrevs av Renaud Maurice Adrien Paulian 1933. Thyregis tarsatus ingår i släktet Thyregis och familjen bladhorningar. Inga underarter finns listade i Catalogue of Life.